# Inga-Lill Dahlin
Inga-Lill Dahlin, född 8 april 1914 i Stockholm, död 28 augusti 1993 i Lidingö, var en svensk tecknare och illustratör.
Hon var dotter till fängelseläraren Fredrik Hellqvist och Olga Elisabeth Clausén samt från 1937 gift med ingenjören Oscar Dahlin (1909–1987).
Dahlin var som konstnär autodidakt. Hon medverkade i Nationalmuseums utställning Unga tecknare 1948 och debuterade med en separatutställning på Galere Æsthetica i Stockholm 1952. Hennes konst består av tolkningar med motiv från växt- och djurvärden i blyerts, tusch och lavering samt surrealistiska collage och applikationer.  
Dahlin är representerad vid Norrköpings konstmuseum, Älvsborgs läns landsting och i Lidingö kulturnämnd. Makarna Dahlin är begravda på Lidingö kyrkogård.